# 願成寺 (横浜市)
願成寺（がんじょうじ）は、神奈川県横浜市西区にある高野山真言宗の寺院。本尊の延命地蔵尊は秘仏で、門前には日限地蔵尊を祀る。

## 歴史
開山は天祐であるが、寺伝では、天平年間（8世紀）にこの地を通りかかった行基が水を探していると亀が這い出し、路傍を掘ると清水が湧き出したため当地を法亀山と名付け草庵を創ったのが始まりという。
明治までは杉山神社の別当寺としてくらやみ坂の下（現・西区役所付近）にあり、横浜開港後に新設された神奈川奉行所の宿舎にもなった。
また、くらやみ坂脇には戸部監獄と刑場が置かれ、外国人殺傷事件で処刑された人々の墓もある。

## 境内
- 日限地蔵尊

江戸時代から門前にあった日限地蔵尊に、関東大震災で焼け出された藤棚の延命地蔵尊と、岩亀横丁の子育地蔵尊が合祀されている。
- 清水清次・間宮一の墓 - 1864年、鎌倉見物中のイギリス人士官2人が殺害された鎌倉事件の加害者。
- 鳶の小亀の墓 - 1866年、港崎遊郭でフランス人水兵を殺害した加害者。

## 祭事・年中行事
- 日限地蔵尊縁日

6 月・7月・8月の4日の付く日に行われている西前銀座商店街主催の縁日。昭和初期より続く。

## 交通
- 京急本線戸部駅から徒歩10分